# Vadászidény
A vadászati törvény 38. §-a szerint a vadászidény az a naptári időszak, mely a vadászati éven belül kijelöli az egyes vadfajok vadászatának idejét (vadászati idény). (A vadászati év március első napjától a következő év februárjának utolsó napjáig tart.) A vadászati idényt a földművelésügyi miniszter a természetvédelemért felelős miniszterrel egyetértésben rendeletben állapítja meg. Azt a vadfajt, amelyre vadászati idényt nem állapítanak meg, a vadászati éven belül kímélni kell (vadászati tilalmi idő).
A vadászati hatóság hivatalból vagy kérelemre indított eljárás során a vad védelme, az erdészeti és a növényi kultúrák, valamint a mesterséges vizek halállományának védelme, járványveszély és a vad által okozott folyamatos károsítás megelőzése érdekében, továbbá tudományos, oktatási és kutatási célból:
- a rendeletben meghatározott vadászati idényt meghatározott vadászterületekre meghosszabbíthatja;

- a rendeletben meghatározott vadászati idényt meghatározott vadászterületekre rövidebb időszakban állapíthatja meg, továbbá

- a vadászati idényen belül korlátozhatja vagy megtilthatja egy vagy több vadfaj vadászatát;

- meghatározott vadfaj túlszaporodása esetén vadászati tilalmi időben vadászatot engedélyezhet vagy rendelhet el.

Természetvédelmi oltalom alatt álló állatfaj eseti vadászatát - az oltalom feloldása után - a természetvédelmi hatóság engedélyezi.